# 街区 (缅甸)
街区，缅北华人称为“保”、“堡”、“号”或“组”，是缅甸的第4级行政区划，隶属于市或镇，在第三级行政区划镇区之下。上下文翻译时一般省略作“区”。截止到2015年8月，缅甸共有3,183个保。与之平级的第4级行政区划是村组。